# 大同生命札幌ビル
大同生命札幌ビル（だいどうせいめいさっぽろビル）は、北海道札幌市中央区北3条西3丁目の札幌駅前通沿いにある建築物。現在のビルは2020年（令和2年）に竣工した。

## 前身
本ビルは北3条西3丁目の南西画に立地し、南側の（旧）大同生命札幌ビル及び北側のコンタクトオフビルを一体で建て替えたものである。大同生命札幌ビルの旧ビルは1973年（昭和48年）着工（施工：地崎工業）で、当初は1975年（昭和50年）3月竣工の予定であったものの、オイルショック対策で設立された建設抑制協議会によって物価安定目的で工事が一時中断させられていたことから数か月遅れた。地上12階地下2階で、建築家黒川紀章の設計。ビルの中央にギャラリー付きの螺旋階段を配置し、3階に空中庭園を設けそれより上層部に向けて樹木をイメージした支柱を露出させた特徴的な外観となっている。
コンタクトオフビルはそれよりも古く、1961年（昭和36年）にスノー会館ビルとして竣工（施工：伊藤組土建）している。地上7階地下1階で、メインテナントの雪印パーラー札幌本店が開業当初より入居を続けてきた。2010年（平成23年）に旧オーナーのスノー会館から2度にわたり転売され、ビルの6階に入居していた眼科医がオーナーとなり「コンタクトオフビル」に名称変更。その後大同生命札幌ビルの建て替えに当たり、敷地面積が狭いため2016年（平成28年）1月に大同生命が本ビルを取得し、テナント立ち退きを進めた。雪印パーラーは2017年（平成29年）4月9日に退去し北2西3の太陽生命札幌ビルへ移転したが、残りテナントであった札幌美容形成外科とは退去を巡り係争状態となったため、2016年（平成28年）9月に立ち退きが完了した大同生命札幌ビルの解体を2017年（平成29年）4月より先行し12月には更地となった。和解は年内に成立となり、コンタクトオフビルは2018年（平成30年）3月末に立ち退きが完了。解体の上6月より新築着工の運びとなった。

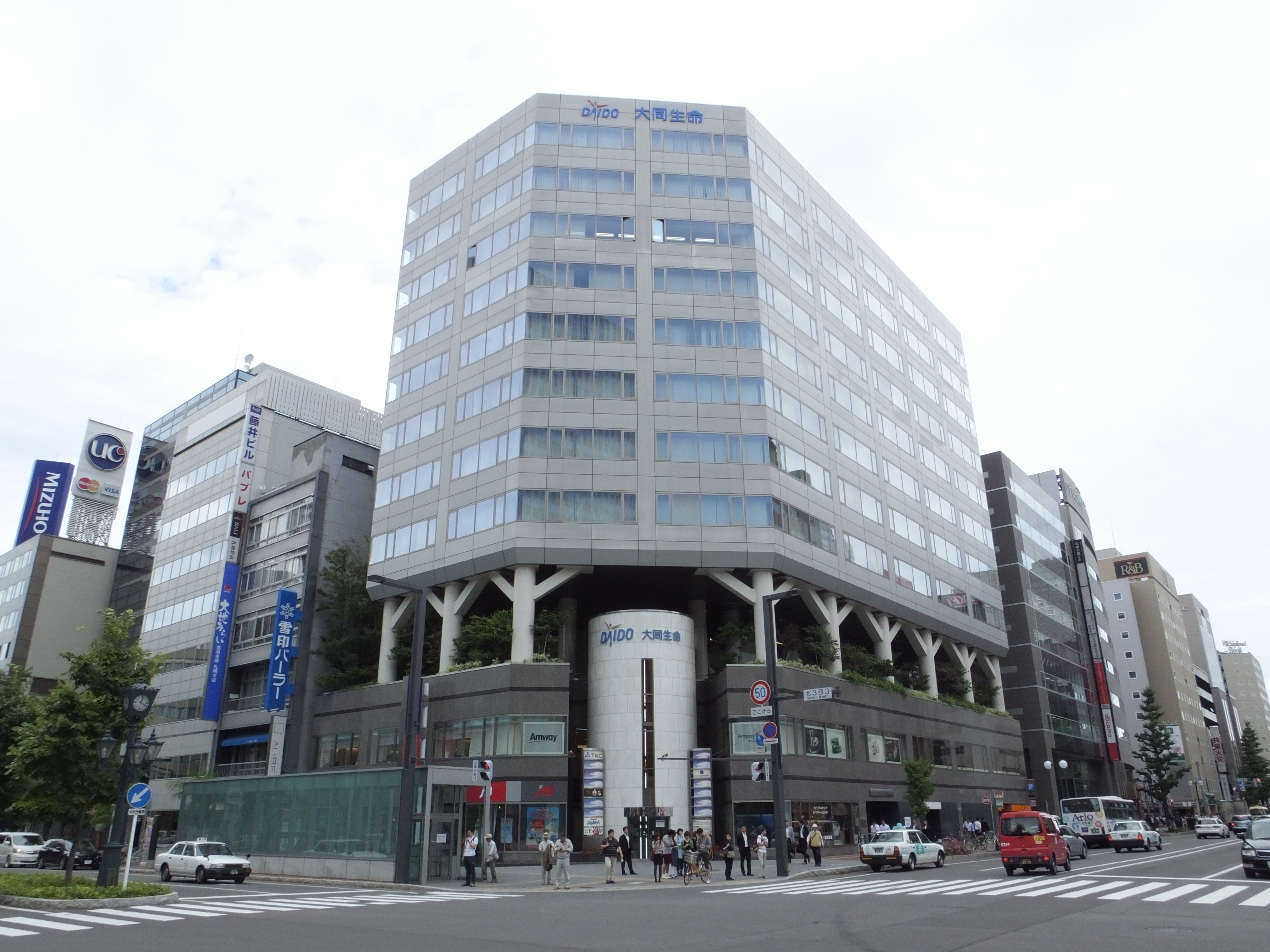
旧ビル
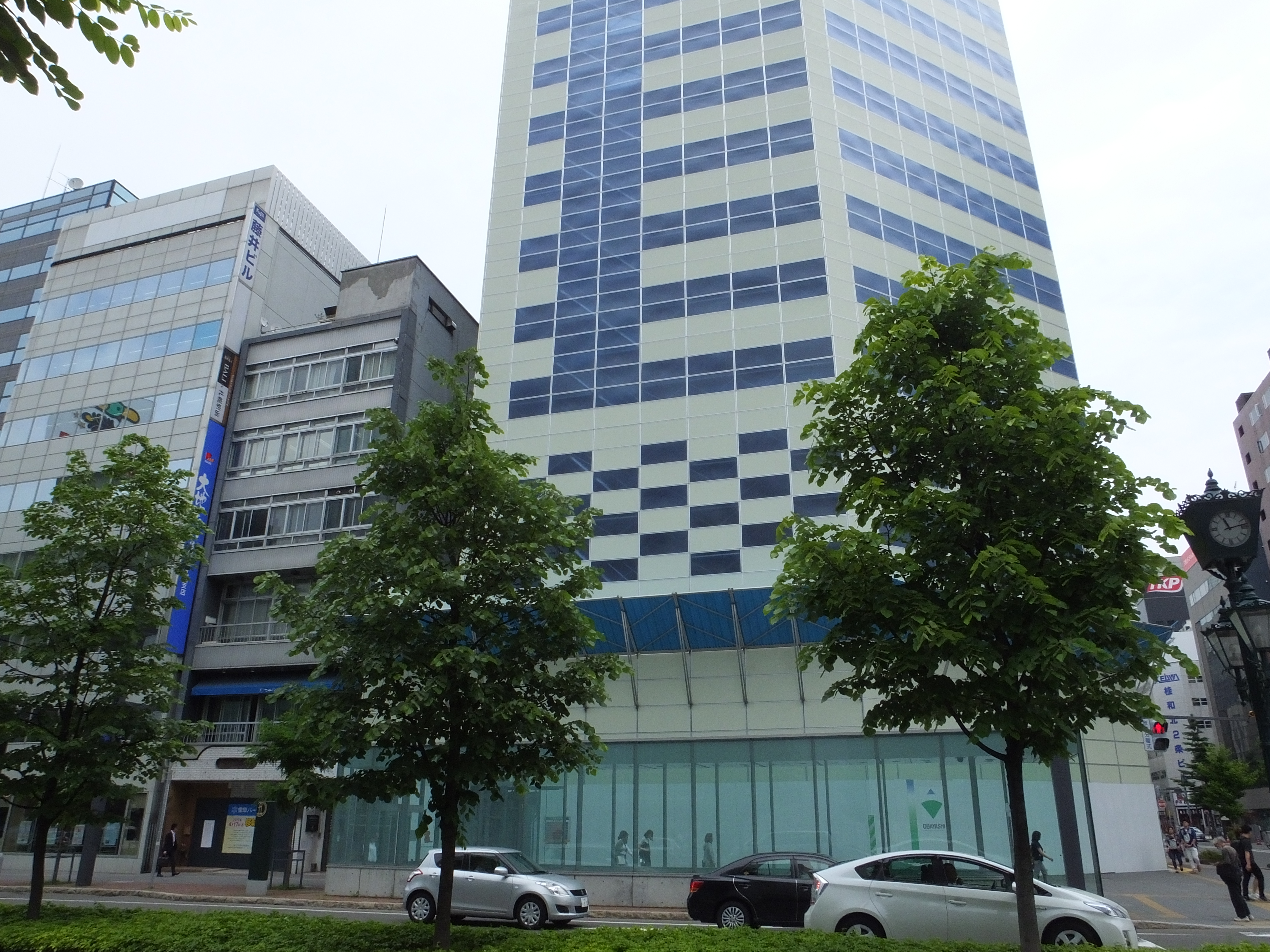
解体中の旧ビルと解体前のコンタクトオフビル
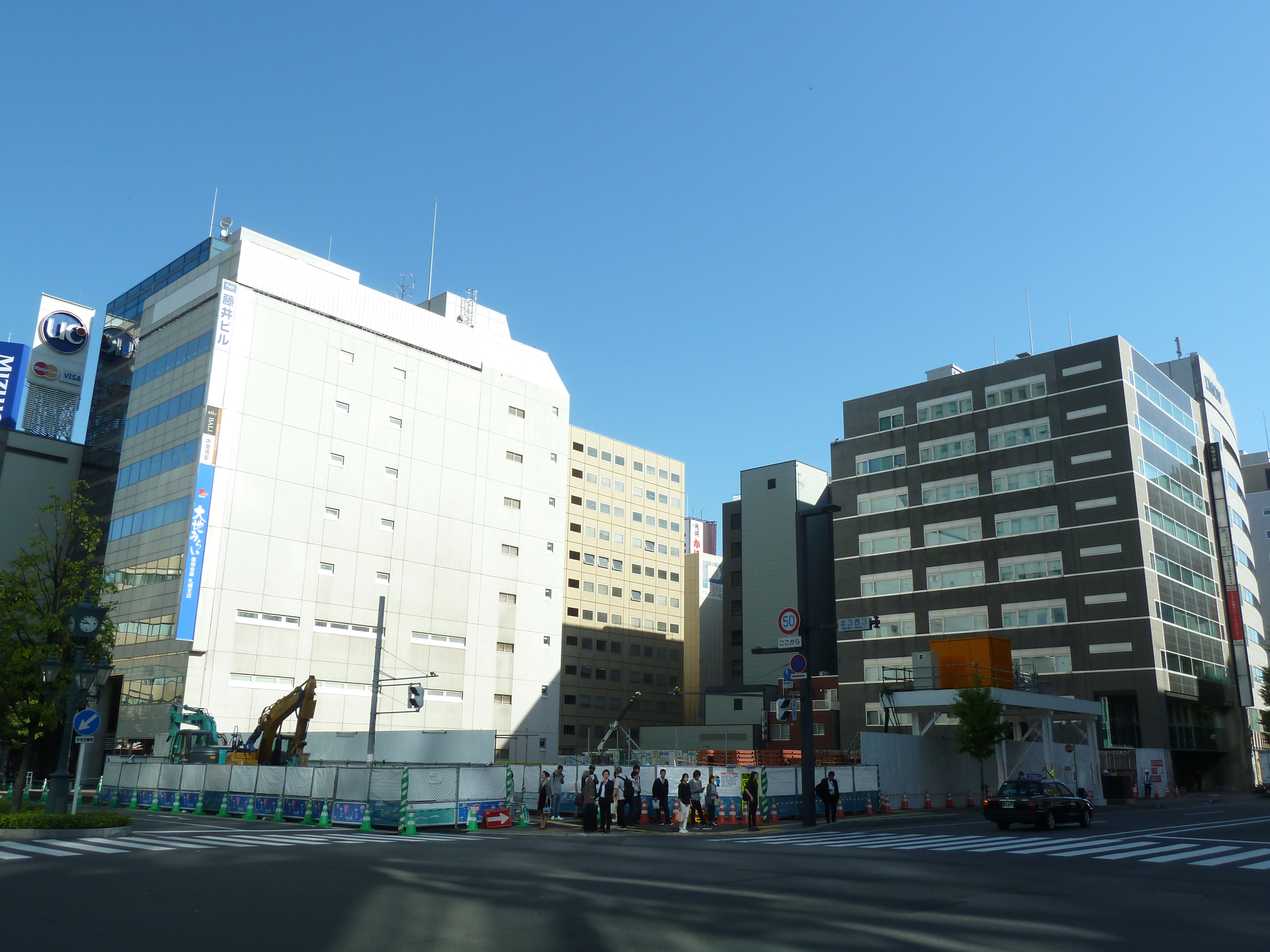
2物件解体後の敷地

## 現行ビル
新築ビルは地上14階地下1階の規模で、うち3階以上がオフィス・2階から地下1階までが商業施設。旧ビルを踏襲し、2階には樹木を配した「icoi Lounge」（イコイ ラウンジ）を設置。高さ7mの大型可動ガラスを備え、災害時には帰宅困難者の受入場所としても活用するとしている。建築事業費は約88億円。
商業施設の名称は「miredo」（ミレド）で、飲食店を中心に道内初出店3店舗を含む15店舗で構成されている。名称は北3条西3丁目にあることから、日本語の3（ミ）・アイヌ語の3（レ）・北海道の「ド」を合わせて付けられた。2020年（令和2年）4月24日の開業を予定していたが延期となり、6月18日に全面オープンとなった。地下1階では、旧ビル同様に札幌駅前通地下歩行空間（チ・カ・ホ）と接続している。
本ビルの竣工を以て、札幌駅前通・北3条通交点（北3西3交差点）四隅の4棟全ての再開発が完了した。

### 入居テナント
- 大同生命保険北海道支社・北海道TKC企業保険支社
- ストライク札幌オフィス
- ニンテンドーキューブ札幌本社
- TKC北海道SCGサービスセンター

## 周辺
- 日本生命札幌ビル - 札幌駅前通を挟んだ西側。2006年竣工。
- 札幌フコク生命越山ビル - 北3条通を挟んだ南側。2017年竣工。
- 札幌三井JPビルディング - 北3西3・西4交差点を挟んだ、南西側斜め向かい。2014年竣工。